# Fairey P.4/34
El Fairey P.4/34 compitió por un encargo de un bombardero ligero para la Real Fuerza Aérea británica. Aunque no se fabricó en ese formato, sirvió de base para el caza embarcado de largo alcance Fulmar, para la Fleet Air Arm.

## Diseño y desarrollo
En 1934, el Ministerio del Aire emitió la Especificación P.4/34, que solicitaba un bombardero ligero que también pudiera utilizarse en tareas de apoyo cercano. Fairey, Gloster y Hawker presentaron propuestas; se adjudicaron contratos para la construcción de ejemplares de los diseños de Hawker y Fairey. El P.4/34 era un monoplano de ala baja totalmente metálico, propulsado por un motor Rolls-Royce Merlin, con una tripulación de dos personas alojadas en tándem bajo una larga cubierta acristalada. Su diseño era similar al del anterior bombardero Fairey Battle, pero el P.4/34 era más pequeño y contaba con tren de aterrizaje de vía ancha y retráctil interiormente. El avión estaba diseñado para el bombardeo en picado, como exigía la especificación, y transportaba su carga de dos bombas de 110 kg debajo de las alas (el avión de Hawker de la competencia tenía un compartimento de bombas interno).
Se encargaron dos Fairey P.4/34, el primero (matrícula K5099) voló el 13 de enero de 1937.  El prototipo del Hawker Henley le siguió el 10 de marzo de 1937. El Hawker fue considerado superior, pero la demanda de un bombardero ligero había cambiado, por lo que entró en servicio como remolcador de blancos. La Real Armada de Dinamarca adquirió una licencia para construir el P.4/34 y estableció una línea de producción en el Astillero Naval Danés (Orlogsværftet) en Copenhague. Ninguno de los doce aviones encargados se había completado para la época de la operación Weserübung, la invasión alemana de Dinamarca, en 1940.
El P.4/34 serviría de base para un caza biplaza de largo alcance con base en portaaviones para la Fleet Air Arm, cubriendo los requisitos de la Especificación O.8/38. El segundo prototipo, el P.4/34 de matrícula K7555, se modificó, entre otras cosas, con un ala de envergadura reducida y un plano de cola más bajo, como prototipo aerodinámico para el Fulmar. Posteriormente, se utilizó para probar los flaps retráctiles Fairey-Youngman para el caza Fairey Firefly.
Mientras tanto, para 1938, el primer prototipo del P.4/34 se había transferido a RAE Farnborough, donde se utilizó para probar los efectos de los globos de barrera, chocando deliberadamente contra un cable con peso suspendido (no el cable de amarre). Inicialmente, las pruebas se llevaron a cabo sobre RAF Lakenheath, y en septiembre de 1939 se transfirió a RAF Pawlett Hams. Se proporcionó un avión de caza Battle de RAF Mildenhall para filmar los resultados. Posteriormente, al P.4/34 se le unió otro Battle: aunque ambos estaban reforzados para resistir los impactos, era habitual que la estructura sufriera graves daños. La mayoría de los vuelos fueron realizados por Johnny Kent (el piloto original, A.E. Clouston, se había tomado una licencia para intentar batir el récord de velocidad Londres-Nueva Zelanda), que acumuló más de 300 colisiones y recibió la Cruz de la Fuerza Aérea por sus esfuerzos. Del P.4/34, Kent dijo: «un avión encantador en todas las maniobras, excepto en la barrena, que era realmente brutal...».

## Especificaciones (P.4/34)
Referencia datos: The British Bomber since 1914, Fairey Aircraft since 1915

### Características generales
- Tripulación: Dos
- Longitud: 12,2 m (40 ft)
- Envergadura: 14,4 m (47,4 ft)
- Altura: 4,3 m (14,1 ft)
- Perfil alar: raíz: NACA 2418; punta: NACA 2409[7]
- Peso vacío: 2905 kg (6402,6 lb)
- Peso cargado: 3986 kg (8785,1 lb)
- Planta motriz: 1× motor lineal V12 refrigerado por líquido Rolls-Royce Merlin II o Merlin I.
  - Potencia: 770 kW (1062 HP; 1047 CV)
- Hélices: Tripala de paso variable

### Rendimiento
- Velocidad máxima operativa (Vno): 455 km/h (283 MPH; 246 kt) a 4600 m (15 000 pies)
- Alcance: 1600 km (864 nmi; 994 mi)
- Techo de vuelo: 8100 m (26 575 ft)

### Armamento
- Ametralladoras: 

  - 1 de 7,7 mm frontal fija
- Bombas: 

  - 2 de 113 kg llevadas externamente

## Aeronaves relacionadas

### Desarrollos relacionados
- Fairey Battle
- Fairey Fulmar

### Aeronaves similares
- Hawker Henley